# والدراخ
والدراخ (به آلمانی: Waldrach) یک شهر در آلمان است که در تریر-زاربورگ واقع شده‌است.